# William Makepeace Thackeray
William Makepeace Thackeray (18. července 1811 – 24. prosince 1863) byl anglický romanopisec a žurnalista. Za jeho stěžejní dílo je považován román Jarmark marnosti (v originále Vanity Fair), který satiricky zobrazoval britskou společnost 19. století.

## Život
Thackeray se narodil v Kalkatě v Indii, kde jeho otec Richmond Thackeray pracoval pro britskou Východoindickou společnost. Ve věku 5 let Williama poslali jeho rodiče zpět do Anglie, kde se mu mělo dostat odpovídajícího vzdělání. Studium začal ve školách v Southamptonu a Chiswiku, dále v Charterhouse School a konečně na Trinity College v Cambridgi, odkud odešel bez dosažení akademického titulu v roce 1830. Po nějaké době, kterou strávil cestami po kontinentě (Paříž, Výmar), se vrátil do Londýna, kde chtěl studovat právo. Ve věku 21 let ovšem zdědil dostatečně velké množství peněz, které mu mohlo zajistit pohodlnou existenci do konce života a tak studia opět zanechal. Začal se věnovat investicím, podpoře různých periodik (National Standard, The Constitutional), studoval v Paříži umění (opět neúspěšně).
20. srpna 1836 se oženil s Isabellou Gethin Shaw, se kterou měl 3 dcery (Jane, Harriet a Anne). V roce 1840 se u Isabelly projevila duševní choroba, přinejmenším jednou se pokusila o sebevraždu, do konce svého dlouhého života (zemřela 1893) zůstala nemocná.
Od roku 1837 žila rodina opět v Londýně, kde Thackeray pracoval jako novinář, publikoval v časopise Fraser’s . O něco později začal publikovat i v časopise Punch. Finanční zajištění a určité stálé místo v novinářském světě mu přinesla série satirických článků v Punchi, které později vyšly pod názvem The Book of Snobs (Thackeray toto slovo uvedl v tomto díle do širšího povědomí a módy). V Punchi vyšla v letech 1847–48 i jeho dnes asi nejznámější práce Vanity Fair. V roce 1851 se rozešel s redaktory časopisu Punch a v roce 1859 se stal editorem nově založeného Cornhill Magazine.
William Makepiece Thackeray zemřel v roce 1863 v důsledku srdečního záchvatu, jeho pohřbu se účastnilo na 7000 lidí. Byl pohřben na hřbitově v Kensal Green, jeho pamětní busta se nachází ve Westminster Abbey.

## Dílo
Thackeray byl velmi plodným spisovatelem: vedle románů zabírá velkou část jeho prací činnost publicistická, své drobné satiry často opatřoval vlastními karikaturami. Publikoval pod různými uměleckými pseudonymy (v rámci těchto pseudonymů se i zručně stylizoval: nejznámější je Charles James Yellowplush, píšící osobitým pravopisem, povoláním lokaj a literární samouk; další pseudonymy zahrnují Michaela Angelo Titmarshe nebo George Savage Fitz-Boodle).
Jeho nejranější krátké práce byly publikovány od 1828 ve Western Luminary, od 1829 pak v univerzitním cambridgeském časopise The Snob. Terčem jeho ironie se stali především zavedení autoři, jako např. Benjamin Disraeli, James Fenimore Cooper nebo Edward Bulwer Lytton. V 30. letech se velkou módou staly kriminální romány, které značně romanticky zachycovaly působení nedávno žijících lupičů a jiných kriminálních živlů. Jako reakce na tuto vlnu zájmu vznikla první Thackerayho novela Paměti urozeného pana Barry Lyndona (Memoirs of Barry Lyndon, Esq.), původně jako seriál ve Fraser’s, která byla do značné míry ovlivněna Fieldingovým Jonathanem Wildem.
Nejznámější Thackerayho dílo Jarmark marnosti (Vanity Fair) vzniklo v letech 1848–1849. Někteří literární kritici ovšem považují za vrchol jeho tvůrčího génia romány Pendennis (hlavní postava Artur Pendennis je do znační míry alter ego mladého Thackerayho) nebo The History of Henry Esmond, román časově zasazený do období válek o španělské dědictví. Romány Williama Makepeace Thackerayho jsou v jistém ohledu propojeny, jakoby měly tvořit jeden cyklus zobrazující anglickou společnost. V Pendennisovi se objevují postavy z Jarmarku marnosti (lord Steyne nebo Rawdon Crawley) a dále postavy, které Thackeray použil v pozdějších pracích. Arthur Pendennis jako postava se znovu objeví v románu The Newcomes (1853–1855), kde vystupuje jako fiktivní vydavatel této rodinné kroniky a komentátor osudů rodiny Newcomů.
Jeho pozdější práce jako např. The Adventure of Philip nebo The Virginians (osudy potomků Henryho Esmonda ve Virginii) jsou považovány za méně kvalitní. Posledním dílem Thackerayho je nedokončený román Denis Duval, který snad znamenal nové vzepětí tvůrčí činnosti autora, jenž však zemřel, než mohl dokončit toto dílo (vyšlo posmrtně pouze prvních osm kapitol, které popisují život francouzských hugenotů žijících ve vyhnanství v jižní Anglii).
Kritikové často Thackeraymu vyčítali jistou nedbalost v psaní. Při podrobném rozboru jeho děl se čtenář setká s dílčími nepřesnostmi v zápletkách či popisu postav. Například není dodnes jasné, zda byla Becky Sharp, hlavní hrdinka Jarmarku marnosti, blondýna či zrzka.

## Postavení v anglické literatuře

### Srovnání s Dickensem
Thackeray je často srovnáván s Dickensem, autorem taktéž kritického realismu. Ve srovnání s Dickensem je Thackerayho záběr prostředí mnohem méně rozmanitý. Jestliže byl Dickens ve svých románech schopen zobrazovat nejširší sociální vrstvy soudobé anglické společnosti, pak Thackeray se omezil na popis chování pouze vrstev vyšších.
Mezi oběma autory existovalo uctivé nepřátelství (zachovala se i jejich vzájemná korespondence). Thackeryho styl byl ve srovnání s Dickensem ostřejší, satiričtější, někteří kritici ho považovali za cynického.